# Patrice Beaumelle
Patrice Beaumelle, né le 25 avril 1978 à Arles, est un footballeur français devenu entraîneur.

## Biographie
Après une modeste carrière de joueur, il devient entraîneur-adjoint à Nîmes sous la direction de Régis Brouard. Après son départ de Nîmes, il est contacté par Hervé Renard et devient son fidèle lieutenant : en Zambie (2008–2010 puis 2011-2013), en Angola (2010), en Côte d'Ivoire (2014-2015), au Maroc (2016-2019).
En octobre 2013, il succède même à Hervé Renard au poste de sélectionneur de la Zambie. Pour ses débuts à la tête des Chipolopolo, il s'incline 2-0 face au Brésil.
Il quitte ses fonctions le 3 août 2014 pour devenir sélectionneur-adjoint de la Côte d'Ivoire auprès d'Hervé Renard,.
Amir Beaumelle suit ensuite Hervé Renard au LOSC Lille puis avec l'équipe du Maroc.
En août 2019, après le départ d'Hervé Renard de la sélection marocaine pour rejoindre celle de l'Arabie saoudite, Amir Beaumelle décide de ne pas suivre son mentor et de rester au Maroc pour prendre en charge la sélection olympique.
Après l'élimination du Maroc par le Mali, en septembre 2019, dans la course à la Coupe d’Afrique des nations des moins de 23 ans et aux Jeux Olympiques 2020, Amir Beaumelle dont le contrat court jusqu'en 2021 se retrouve au chômage technique car il n'entre plus dans les plans de la Fédération marocaine,,.
Le 4 mars 2020, il est nommé sélectionneur de la Côte d'Ivoire pour une durée d'un an. Un an plus tard, son contrat n'est pas renouvelé à la suite des contre-performances de la sélection ivoirienne lors de la Coupe d'Afrique des nations 2021 et lors des qualifications à la Coupe du monde 2022.
Dès juin 2022, Patrice Beaumelle est pressenti pour devenir le nouvel entraîneur du MC Alger. Le 3 mars 2023, il s'engage effectivement avec le club pour une durée de 16 mois. Sous sa direction, ce dernier domine le championnat algérien pendant la saison 2023-2024.
Le 15 avril 2024, le journaliste algérien Mohamed Lekhal, proche de la direction du MCA, révèle que Patrice Beaumelle s'est converti à l'islam et a prononcé l'attestation de foi musulmane dans une mosquée à Alger,. L'intéressé réagit négativement à cette fuite d'information, déclarant : « Je pense simplement que personne d'autre n'a à donner cette information que moi et c'est un manque de respect que de publier des informations comme ça. ». De son côté, le club confirme que son entraîneur « s’est converti à l’islam il y a trois mois » mais qu'« il n’a pas voulu rendre sa conversion publique pour des raisons personnelles ». Le 26 avril, il annonce sa conversion, et choisit Amir comme nouveau nom.

## Palmarès
En tant qu'entraîneur-adjoint : 
- Zambie :
  - Vainqueur de la Coupe d'Afrique des nations en 2012
  - Vainqueur de la Coupe COSAFA en 2013
- Côte d'Ivoire :
  - Vainqueur de la Coupe d'Afrique des nations en 2015

En tant qu'entraîneur :
- Vainqueur du championnat d'Algérie en 2024 avec MC Alger